# Nakayama Yoshiko

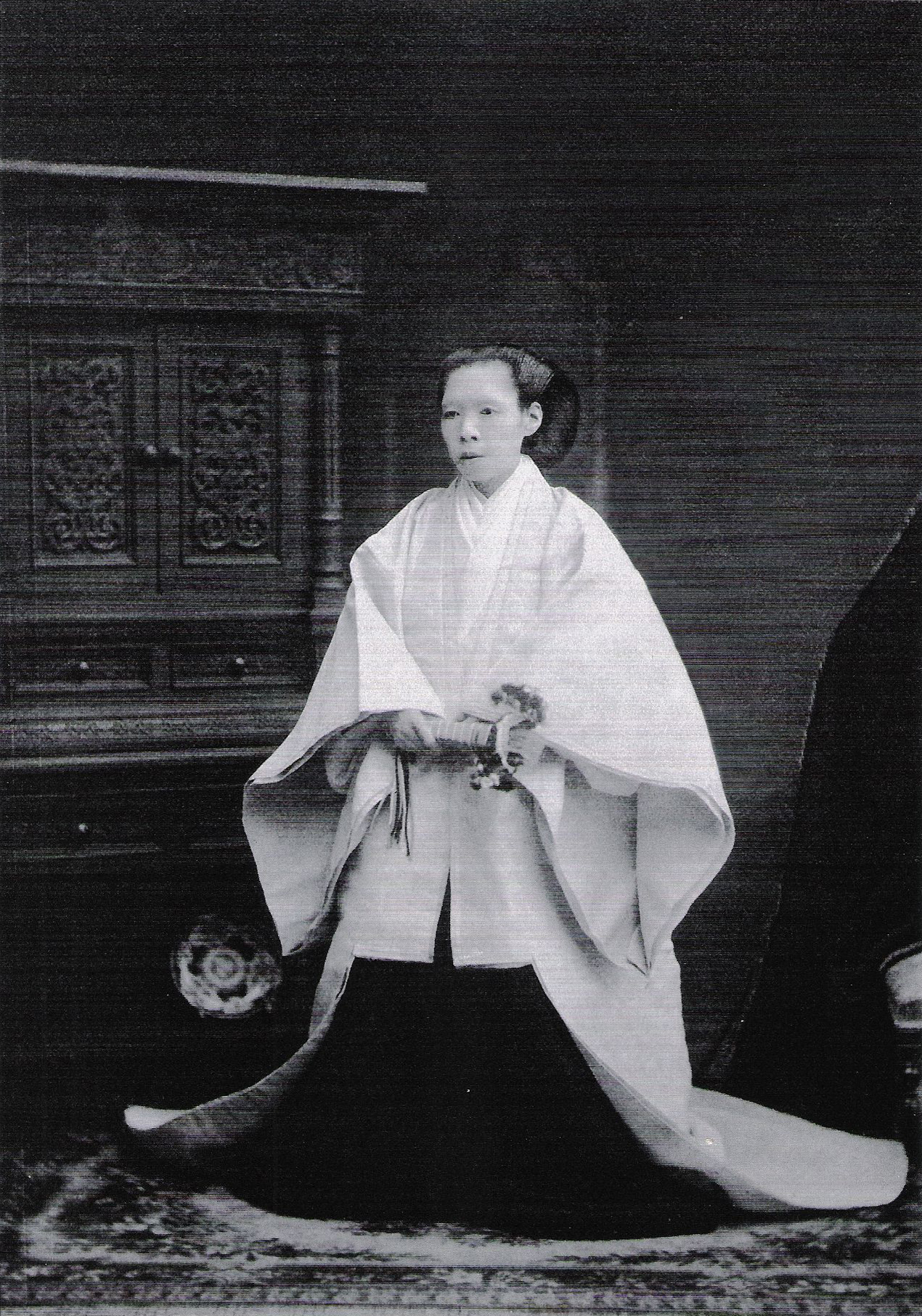
Nakayama Yoshiko

Nakayama Yoshiko (japanisch 中山 慶子; * 16. Januar 1836 in Kyōto; † 5. Oktober 1907 in Minami-chō, Aoyama) war eine japanische Hofdame.
Sie war die Tochter von Nakayama Tadayasu, der Minister zur Linken und Mitglied der Fujiwara-Familie war. Sie war eine Konkubine des Kaisers Kōmei und Mutter des Kaisers Meiji. Sie wurde auf dem Toshimagaoka-Friedhof in Bunkyō, Tokio begraben.